# Prix Manor
 (mars 2019).
Si vous disposez d'ouvrages ou d'articles de référence ou si vous connaissez des sites web de qualité traitant du thème abordé ici, merci de compléter l'article en donnant les références utiles à sa vérifiabilité et en les liant à la section « Notes et références ».
Le prix Manor (ou Prix culturel Manor et anciennement prix Placette) est décerné à des artistes plasticiens suisses par la chaîne de grande distribution Manor en collaboration avec les musées d'art de 12 cantons suisses.
Le prix était annuel jusqu'en 1990 et depuis 1991, il est attribué une année sur deux. Doté de 15 000 francs, ce prix est décerné à des artistes émergents. Il comprend également un achat d'œuvre, une exposition dans le Musée partenaire et la publication d'un catalogue.

## Canton d'Argovie
Prix attribué depuis : 1989 Institution partenaire : Aargauer Kunsthaus
Lauréats
- 2018 Cédric Eisenring
- 2016 Marta Riniker-Radich
- 2014 Veronika Spierenburg
- 2011 Marianne Engel
- 2009 Thomas Galler
- 2007 Andreas Zybach
- 2004 Ingrid Wildi
- 2002 Daniel Robert Hunziker
- 1998 Dominique Lämmli
- 1996 Renée Levi
- 1994 Beat Zoderer
- 1992 Christoph Storz
- 1990 Silvia Bächli
- 1989 Stefan Gritsch

## Canton de Bâle
Prix attribué depuis : 1987 Institution partenaire : Musée des beaux-arts de Bâle
Lauréats
- 2017 Johannes Willi
- 2013 Lena Maria Thüring
- 2010 Kilian Rüthemann
- 2008 Emil Michael Klein
- 2006 Boris Rebetez
- 2004 Edit Oderbolz
- 2002 Markus Müller
- 2001 Lorenz Hersberger
- 1999 Daniela Keiser
- 1996 Teresa Hubbard et Alexander Birchler
- 1994 Claudia et Julia Müller
- 1992 Elisabeth Masé 	Basel
- 1990 Christine Brodbeck
- 1989 Hannah Villiger
- 1988 Anna Winteler
- 1987 Thomas Huber

## Canton de Berne
Prix attribué depuis : 2009 Institution partenaire: Centre PasquArt Bienne
Lauréats
- 2024 Mathias Ringgenberg alias PRICE
- 2018 Manuel Burgener
- 2016 Livia Di Giovanna
- 2014 Raphael Hefti
- 2011 Julia Steiner
- 2009 San Keller

## Canton de Genève
Prix attribué depuis : 1987 Institution partenaire : MAMCO
Lauréats
- 2023 Lou Masduraud
- 2021 Gaïa Vincensini
- 2018 Timothée Calame
- 2016 Emilie Parendeau
- 2014 Sonia Kacem
- 2011 Mai-Thu Perret
- 2009 Marc Bauer
- 2007 Jérôme Leuba
- 2005 Donatella Bernardi
- 2003 Hervé Graumann
- 2002 Pierre Vadi
- 2000 Elena Montesinos
- 1997 Francesca Gabbiani
- 1997 Christian Robert-Tissot
- 1993 Marie José Burki
- 1990 Daniel Berset
- 1989 Gilles Porret
- 1988 Carmen Perrin
- 1987 Philippe Deléglise

## Canton des Grisons
Prix attribué depuis : 1990 Institution partenaire : Musée des beaux-arts de Coire
Lauréats
- 2017 Ester Vonplon
- 2013 Mirko Baselgia
- 2010 Bianca Brunner
- 2008 Monika Von Aarburg
- 2006 Gabriela Gerber et Lukas Bardill
- 2004 Zilla Leutenegger
- 2002 Kurt Caviezel
- 2001 Gregori Andrea Bezzola
- 1999 Pascale Wiedemann
- 1996 Markus Casanova
- 1994 Thomas Zindel
- 1992 Hans Danuser
- 1990 Gaudenz Signorell

## Canton de Lucerne
Prix attribué depuis : 1982 Institution partenaire : Kunstmuseum de Lucerne
Lauréats
- 2024 Mahtola Wittmer
- 2018 Kyra Tabea Balderer
- 2016 Georg Keller
- 2014 Roland Roos
- 2011 Patricia Bucher
- 2009 Giacomo Santiago Rogado
- 2007 Robert Estermann
- 2004 Tatjana Marusic
- 2002 Nils Nova
- 2001 Stefan Banz
- 1998 Markus Döbeli
- 1996 Rémy Markowitsch
- 1994 Albrecht Schnider
- 1992 Pia Fries
- 1990 Christoph Rütimann
- 1989 Rolf Winewisser
- 1988 Franz Wanner
- 1987 Herbert Kaufmann
- 1986 Alesander Fischer
- 1985 Eva Stürmlin
- 1984 Luciano Castelli
- 1983 Claude Sandoz
- 1982 Andreas Gehr

## Canton de Schaffhouse
Prix attribué depuis : 1987 Institution partenaire : Museum zur Allerheiligen
Lauréats
- 2017 Alexandra Meyer
- 2013 Jennifer Bennett
- 2010 Kaspar Müller
- 2008 Nele Stecher
- 2006 Ines Kargel et Fabian Neuhaus
- 2004 Zeljka Marusic et Andreas Helbling
- 2002 Stefan Sulzberger
- 2001 Olaf Breuning
- 1998 Yves Netzhammer
- 1996 Markus Wetzel
- 1994 Katharina Bürgin
- 1992 Daniele Bünzli
- 1990 André Bless
- 1989 Thomas Grandy
- 1988 Carlo Domeniconi
- 1987 Markus Häberli

## Canton de Saint-Gall
Prix attribué depuis : 1990 Institution partenaire : Kunstmuseum de Saint-Gall
Lauréats
- 2017 Georg Gatsas
- 2013 Francisco Sierra
- 2010 Alexandra Maurer
- 2008 Christian Vetter
- 2006 Yves Mettler
- 2004 Caro Niederer
- 2002 Andres Lutz et Anders Guggisberg
- 2000 Christoph Büchel
- 1998 Patrick Rohner
- 1996 Markus Geiger 	St. Gallen
- 1994 Pipilotti Rist
- 1991 Alex Hanimann
- 1990 Peter Kamm

## Canton du Tessin
Prix attribué depuis : 2005 Institution partenaire : Musée cantonal d'Art de Lugano
Lauréats
- 2024 Johanna Kotlaris
- 2018 Vera Trachsel
- 2016 Marco Scorti
- 2014 Samoa Remy
- 2011 Pascal Schweighofer
- 2009 Matteo Terzaghi und Marco Zürcher
- 2007 Davide Cascio
- 2005 Andrea Crociani

## Canton du Valais
Prix attribué depuis : 2007 Institution partenaire : Musée d'art du Valais, Sion
Lauréats
- 2024 Raphael Stucky
- 2017 Eric Philippoz
- 2015 Barbezat-Villetard
- 2013 JocJonJosch
- 2010 Joëlle Allet
- 2007 Martina Gmür

## Canton de Vaud
Prix attribué depuis : 1989 Institution partenaire : Musée cantonal des beaux-arts de Lausanne
Lauréats
- 2024 Gina Proenza
- 2022 Sarah Margnetti[1]
- 2020 Anne Rochat
- 2016 Annaïk Lou Pitteloud
- 2014 Julian Charrière
- 2011 Laurent Kropf
- 2009 Aloïs Godinat
- 2006 Catherine Leutenegger
- 2004 Didier Rittener
- 2002 Philippe Decrauzat
- 2001 Nicolas Savary
- 1998 Anne Peverelli
- 1996 Ariane Epars
- 1998 Bernard Voïta
- 1998 Laurence Pittet
- 1998 Alain Huck
- 1989 Laurent Hubert

## Canton de Zurich
Prix attribué depuis : 1999 Institution partenaire : Kunstmuseum Winterthur
Lauréats
- 2017 Christoph Eisenring
- 2013 Alexandra Navratil
- 2011 Fabian Marti
- 2008 David Chieppo
- 2006 Andro Wekua
- 2004 Karim Noureldin
- 2002 Nick Hess
- 2001 Mario Sala
- 1999 Britta Huttenlocher